# Якубсон, Владимир Романович
Владимир Романович (Вениамин Рубинович) Якубсон (30 августа 1861, Вильно — 1918) — присяжный поверенный, депутат Государственной думы I созыва от Гродненской губернии.

## Биография
Из еврейской купеческой семьи. Родился 30 августа (по старому стилю) 1861 года в Вильне, в семье купца 2-й гильдии Рубина-Герца Абрам-Янкелевича Якубсона (1827—1912) и Мины Лейбовны Бастан (1829—1868). У него были братья Илья (1864—?) и Евсей (1866—?), сводные братья Лазарь (1870—?), Цалел (1878—?), Наум (1880—?) и сводные сёстры Лея (1871—?) и Либа (1881—?). После окончания Виленской гимназии поступил в Казанский университет, затем — на юридический факультет Петербургского университета. Окончил его в 1887 году. Присяжный поверенный в городе Слоним. Председатель и член правлений ряда общественных учреждений Слонима. Работал в местной сионистской организации. Организовал чтения для народа. По политическим убеждениям социал-демократ. В 1890-е годы был доцентом на юридическом факультете Петербургского университета.
26 марте 1906 избран в Государственную думу I созыва от съезда городских избирателей. Секретарь Трудовой группы. Член комиссии по исследованию незакономерных действий должностных лиц и комиссии по исполнению государственной росписи доходов и расходов. Являлся секретарем думской комиссии запросов. Подписал законопроект «О гражданском равенстве», заявление об избрании Комиссии о расследовании незакономерных действий должностных лиц, об избрании местных земельных комитетов. Выступал в прениях об отмене смертной казни, о Белостокском погроме.
В числе делегатов Государственной Думы был избран в члены парламентской комиссии, посланной в город Белосток для расследования черносотенного погрома. Речь, которую Якубсон произнес в Думе по возвращении из Белостока, послужила предметом нападок со стороны антисемитской прессы, в особенности, фраза о роли войск в Белостоке. Эта фраза приведена в стенограмме: «Я смело могу сказать, что русско-японская война оказала скверную услугу нашим войскам, она научила их бояться выстрелов. Где была возможна стрельба, где ожидали нападения, там войско и полиция почтительно отступали, там граждане отстояли улицы, там имущество осталось в целости и ничего не было разгромлено». В тексте и примечаниях сказано, что речь идёт о Купеческой и Суражской улицах Белостока, которые находились под охраной вооруженных дружин анархистов, социалистов-революционеров и Бунда. 29 июня (через 6 дней после выступления Якубсона) вернувшийся с фронта М. А. Стахович (депутат от партии Мирного обновления) сказал, что слова Якубсона «это обида и обида незаслуженная.»… «Я могу сказать, как солдаты шли не на одиночные выстрелы, а на такие ужасы, что представить себе здесь невозможно». 7 июля, назвав свою фразу, обидевшую Стаховича, «несколько неудачной», Якубсон пояснил, что «высшие военачальники и научили армию идти против народа, стрелять в него. Но, когда армия стоит на страже народных интересов, когда она защищает родину, то все мы относимся тогда к ней с уважением». Стахович ответил, что «после этого разъяснения считает себя удовлетворенным».
10 июля 1906 года в г. Выборге подписал «Выборгское воззвание» и осужден по ст. 129, ч. 1, п. п. 51 и 3 Уголовного Уложения, приговорен к 3 месяцам тюрьмы и лишен права быть избранным.
В том же 1906 году поручик А. А. Смирнский через прессу вызвал В. Якубсона на дуэль за оскорбление русской армии лживым указанием на якобы оказанное содействие черносотенным погромщикам во время еврейского погрома в Белостоке. Все ведущие российские государственные и оппозиционные издания бурно обсуждали эту историю, свою точку зрения в числе прочих высказали в прессе В. Г. Короленко, А. И. Куприн, А. С. Суворин. Депутат Якубсон был вынужден дважды через прессу дать открытые ответы по поводу своих утверждений, и если в первом он попытался отделаться уклончивыми двусмысленными фразами, то во втором категорично дезавуировал свои обвинения в адрес армии. После этого суд офицерской части воинской части, в которой служил Смирнский, постановил считать дело оконченным и Смирнский отозвал свой вызов.
Ввиду преследований со стороны черносотенных организаций и многочисленных вызовов на дуэль Якубсон был вынужден уехать за границу и по возвращении из-за границы отбыл трехмесячное заключение за «Выборгское воззвание».
В 1917 вступил в Трудовую народно-социалистическую партию.

## Семья
Жена (с 1890 года) — Мария Михайловна (Михелевна) Якубсон (урождённая Айзенштат, 1868—?).
- Дочь — Мина Вениаминовна Якубсон (1892—?).
- Дочь — Ирма Владимировна Якубсон — врач-педиатр;
  - Внучка — Элла Владимировна Брагинская (1926—2010) — переводчик с испанского[1].